# Bagarnal, Hukeri
Bagarnal là một làng thuộc tehsil Hukeri, huyện Belgaum, bang Karnataka, Ấn Độ.